# 南通星辰合成材料
南通星辰合成材料有限公司，簡稱南通星辰合成材料，以及南通星辰（英語：Nantong Xingchen Synthetic Material Company Limited），在1974年由當時化工部設立，而前身為「南通合成材料廠」，1997年，由為受到財政問題，而被中國藍星集團（中國化工集團公司和美國黑石集團聯營）收購，成為全資擁有。
現時在國內从事高品质工程塑料、彩色显影剂、双酚A、环氧树脂等精细化工产品的生产和销售。
董事長為季剛，總部位於江苏省南通经济技术开发区江港路118号。

## 連結
- NTSMP.com（页面存档备份，存于）